# Championnat d'Asie et d'Océanie féminin de volley-ball 1993
Navigation
Bangkok 1991 Chiang Mai 1995
Le 7e Championnat d'Asie et d'Océanie féminin de volley-ball a lieu du 24 au 31 juillet 1993 à Shanghai (Chine).

## Équipes participantes
| - Australie - Chine - Corée du Sud - Philippines - Japon - Indonésie - Kazakhstan | - Hong Kong - Nouvelle-Zélande - Pakistan - Sri Lanka - Taipei chinois - Thaïlande - Ouzbékistan |

## Classement final
| Place              | Équipe           |
| ------------------ | ---------------- |
| Médaille d'or      | Chine            |
| Médaille d'argent  | Japon            |
| Médaille de bronze | Corée du Sud     |
| 4                  | Taïwan           |
| 5                  | Kazakhstan       |
| 6                  | Ouzbékistan      |
| 7                  | Thaïlande        |
| 8                  | Indonésie        |
| 9                  | Pakistan         |
| 10                 | Australie        |
| 11                 | Nouvelle-Zélande |
| 12                 | Hong Kong        |
| 13                 | Philippines      |
| 14                 | Sri Lanka        |